# 小突飞虱属
小突飞虱属（学名：Micistylus）为稻虱科的一个属。

## 下属物种
本属包括以下物种：
- 三突小突飞虱 Micistylus triprocerus Guo & Liang, 2006